# Johanna Forsberg
Johanna Forsberg (født 16. oktober 1995 i Göteborg, Sverige) er en kvindelig svensk håndboldspiller som spiller for IK Sävehof og det svenske landshold. Hun har tidligere spillet for BK Heid og Nykøbing Falster Håndboldklub. Hun er blevet kåret til den bedste stregspiller i den svenske liga i 2019 og 2020.